# 葉巻きたばこ

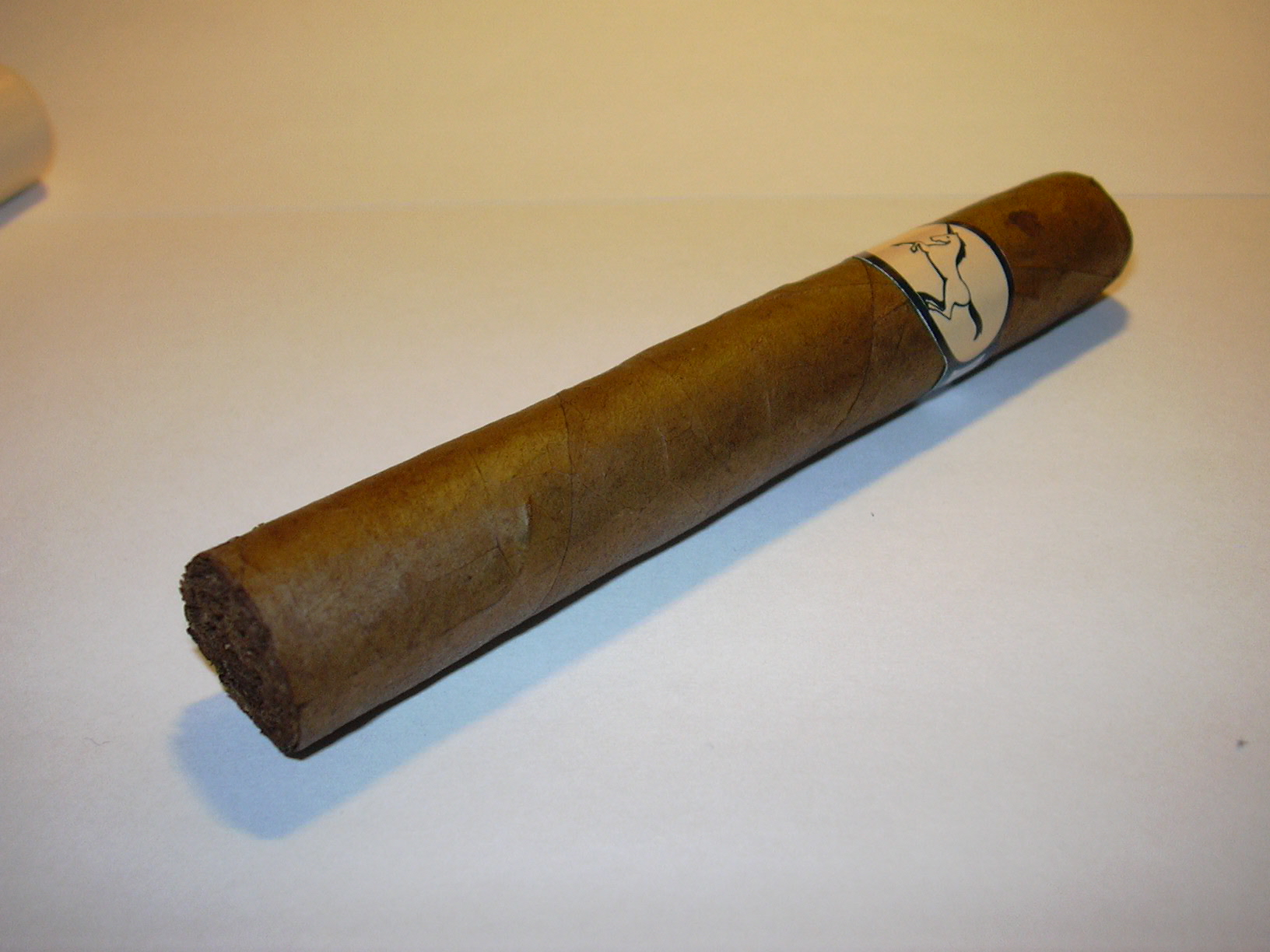
コロナサイズの葉巻き

葉巻きたばこ（はまきたばこ）はたばこの形態の一種。単に「葉巻」と呼称されることが一般的である。同時に近年は「シガー」と呼ばれることが多くなっている。

## 概説
葉巻たばこはタバコの葉を筒状に巻いたものである。タバコの加工技術としては最古の部類に入り、古代中米で行われていた喫煙方法の一つであったとされる。ただし、当時は儀式などを行う際に大量のタバコ葉を用い、この煙を纏うといった宗教的な意味合いが強く、現在のような嗜好品としての趣はあまりなかったといわれる。これは新大陸発見で流入してきた幾人かのヨーロッパ人たちによって目撃され記録されている。こうした中に、タバコ葉を巻いた棒状のものがあり、これがヨーロッパに持ち込まれると貴族階級や商人たちの間に広く嗜まれるようになっていった。その後、だんだんと味や香りの善し悪しを競うように構造（後述）やタバコ葉の生産法などが確立されていくこととなった。
通常、プレミアムシガーと呼ばれる葉巻は刻みたばこのように細断された葉は使用されず、細断されていない数枚のタバコ葉を、糊のみを用い職人（トルセドール）の手によって特別な巻き方によって巻かれたものである。紙巻きたばこ（シガレット）のように紙で包まず、フィルターも用いない。こうした製造工程で全てに人の手が使われていることから高価となっている。また一部のパイプたばこのように香料をつける「着香」も基本的になく、プレミアムシガーは糊を除きタバコ葉を100%使用する。ただし、ドライシガーと呼ばれるものはこの限りではない。このため多くの葉巻愛好家はプレミアムシガーを好み、その歴史や製造工程などからプレミアムシガーをもって葉巻とする愛好家も存在する。葉巻の大凡の燃焼時間は一般的なコロナサイズのプレミアムシガーで、おおよそ40分〜1時間程度。大きなチャーチルサイズやダブルコロナサイズともなると1時間半〜2時間となる。ただし、吸い方の頻度や環境でも大きく左右されるため一概ではなく、ゆっくり葉巻を楽しむとなると同サイズであってもさらに30分〜1時間ほど長くなることもある。
葉巻に使用されるタバコ葉は熱帯地域を中心に生産されており、有名なのはキューバ（ハバナ葉）、ドミニカ共和国、フィリピン（マニラ葉）など。他にも、アメリカ合衆国（コネチカット葉、フロリダ葉）、ホンジュラス、ニカラグア、ペルー、エクアドル、インドネシア（ジャワ葉、スマトラ葉）などの葉がある。
なお、日本国内で販売されている葉巻には、たばこ事業法及び財務省令によって定められた、パッケージにニコチン・タール測定値を表示する義務が無い。

## 種類

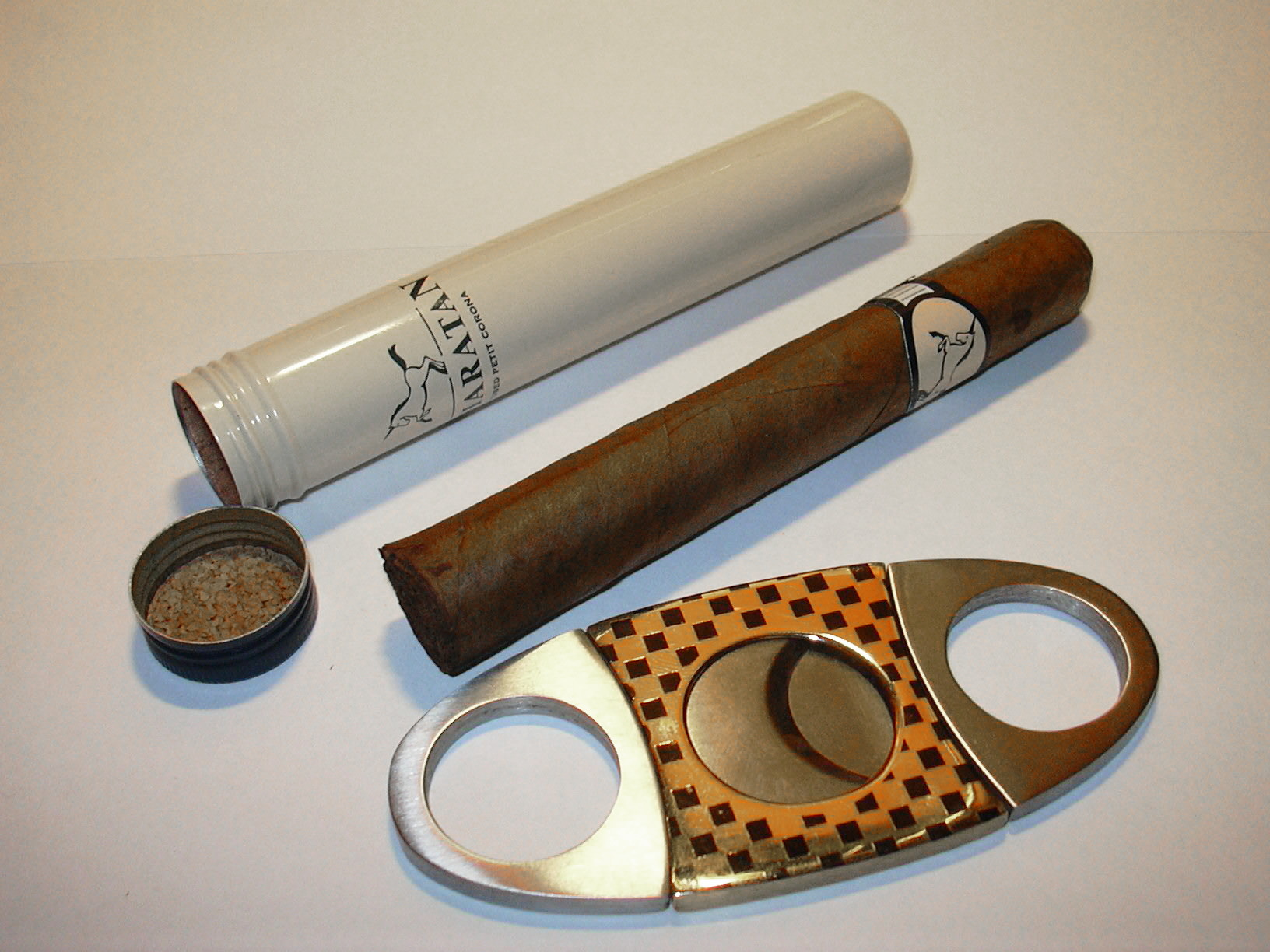
葉巻き用シガーチューブ（上）とシガーカッター（下）

葉巻は、保管に湿度と温度の管理を必要とする「プレミアムシガー」と、基本的にその必要がない「ドライシガー」に大別される。（ドライシガーについても可能であれば湿度管理を行った方がより良く品質が保たれる）同一ブランドであればプレミアムはドライより高価。また、プレミアムシガーの中でも機械巻きのマシンメイドシガーに対して、職人が1本1本手巻きするハンドメイドシガーがより高級とされる。
プレミアムシガーと一部のドライシガーの葉巻は吸い口部分がキャップと呼ばれるタバコ葉で閉じられており、吸う前に穴をあける必要がある。吸い口を作るために葉巻の端を切る専用の鋏やシガーカッター(en)、シガーパンチが喫煙具として市販されている。あらかじめ吸い口があけられた葉巻の中でも紙巻たばこと同様のサイズのものをミニシガーやシガリロ（cigarillo）と呼ぶ。ただしシガリロの称範囲は非常に広く、ドライシガー全般やリトルシガーまでを含めて呼ばれることもある。
日本国内ではたばこ税の値上げ及び高価格化とともに2014年以降、紙巻きたばこや葉巻の中間に位置するリトルシガーが普及している。大きさ・形状・フィルターが付いているなど外見上は紙巻きたばこに極めて酷似しているが、巻紙にたばこ葉加工品を使うことでたばこ税法上は葉巻扱いとなり比較的安価に設定できることから、海外ブランドはもとより2019年には日本たばこ産業からも旧3級品ブランド（わかば・エコー・ゴールデンバット）を中心に参入が相次いだ。企業努力の結果ではあるものの、政府は公平性の観点から税率を見直す方針と報道されている。

## 構造
葉巻は、内側に詰められるフィラー（filler 填充葉）と呼ばれる葉と、フィラーをまとめるバインダー（binder 中巻葉、省かれているものもある）と呼ばれる葉、そして外側を巻くラッパー（wrapper 上巻き葉）と呼ばれる葉で構成される。いずれもタバコの葉だが、産地、栽培方法、熟成方法がそれぞれ異なる。ただしキューバ産の葉巻は 100% ハバナ葉から作られる。
紙巻たばこと同じように細かく刻んだ葉をフィラーに使うものを「ショートフィラータイプ」、刻まない一枚（もしくはそれ以上）の葉をフィラーにしたものを「ロングフィラータイプ」と呼ぶ。特殊な例としてはミドルフィラーと呼ばれるラッパーの検品で弾かれた製品を再度まき直した葉巻も存在する。一般にドライシガーは大半がショートフィラー・マシンメイドである。

### シガーラベルとリング

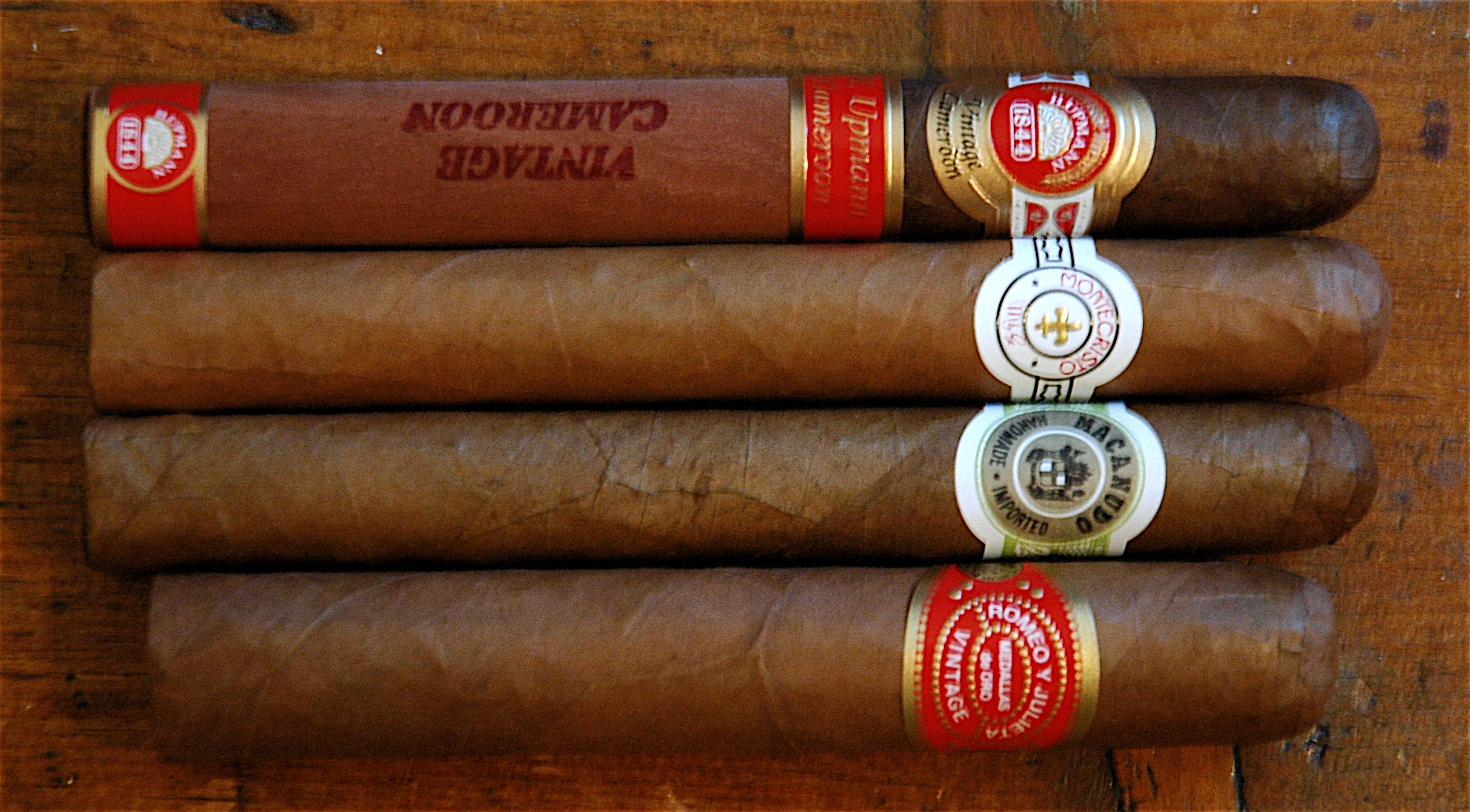
様々なリング（シガーバンド）

葉巻ブランドごとに特色のある、シガーラベルとリング（シガーバンド）がある。
「シガーラベル」とは葉巻を封入した箱の裏蓋を封じた紙である。当初は簡単な図柄だったが、模造品対策として、例えばハバノスの箱では20色もの多色刷り石版印刷や箔押し加工が行われてきた。1920年代以降は写真製版印刷のラベルが用いられている。写真製版導入前の物は美術的な評価が高く、現在では石版印刷の再現が難しいことから骨董品としても珍重されている。
「リング」は葉巻1つ1つに巻かれている帯で、葉巻のブランドの判る図版が組み込まれている。リングの本来の目的は、「白い手袋や素手がヤニで黄ばむことを避けるためだったが、後にその葉巻のブランドの意匠を明確に主張するためのものにと意義が変化して今日に至った」といわれている。なお、喫煙の際にはリングが添付している物は無理にヘッド方向へずらしながら外すとラッパーを痛める恐れがあるため、燃焼が進んで糊が溶けてから剥がす、もしくは着火前に湿り気を確認するために揉みながらほどいて外しておくことが推奨される。

## 吸い方・楽しみ方

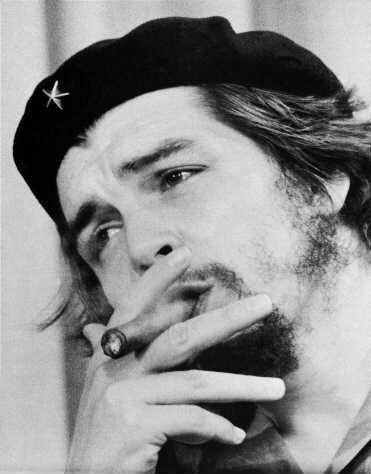
葉巻を吸う革命家チェ・ゲバラ。

本来、葉巻は嗜好品である以上、各々が好きなスタイルで楽しめば良く、そもそもルールや決まりごとは存在しないが、一般的な吸い方やノウハウは以下の通りである。

### 喫煙方法
- 葉巻のヘッド（上部）を専用のカッターや鋏などで切り落とし、吸い口を作る。
- 一度消えた葉巻に着火した場合一旦吹き出して中の煙を追い出す（再点火の際に風味が違う）。灰をしっかりと落としてから再着火すると火が点きやすい。中座しても再度着火し吸い直し出来るのが紙巻タバコとの大きな違い。

点火に際しては、まず吸い込んだりせずに、大きな炎で先端部分を焙りながら炭化させ、更に後端が上になる形で45度程度に傾けながら均等に炭化させる。こうすることで葉巻の内部までが湿り気を帯びた熱気で温められる。次に回転させながら遠火で点火するが、この際も紙巻きたばこのように吸い込みながら点火しない。先端部が均等に着火したことを確認の上で、ゆっくり吸い始める。
なおこういった「手間の掛かる点火方法」は、葉巻が繊細であり、また手間をかけることで風味がいっそう増すことに由来する。なお特に太い葉巻では、紙巻きたばこのようにいきなり吸いながら点火すると、均等に着火せずいびつに燃える（片燃え）の原因の一つになる。
着火の際は味や香りが変わるのを防ぐために、マッチやオイル燃料ではなくガス燃料のライターを使うのが一般的。
このような作法や「灰はラジエーターの役割をするため、火が点いている間は、可能な限り落とさない」「一定のテンポで喫煙する（いわゆるクールスモーキング）」のような慣習は日本独特のものであり、日本以外ではそのような習慣はない。最近ではインターネットなどで海外のシガー文化が紹介されており、日本国内でも見直されつつある。

#### カット方法
ヘッドに吸い口を開ける方法にも幾つかある。使用する道具によって区別されるが、その幾つかはよく切れるナイフ（汎用の刃物）でも代用可能である。
フラットカット
断面が真っ平らに輪切りのように切れるカッターで、一般的に出回っているギロチンカッターで勢い良く切り落とす。また専用のシザー（ハサミ）を使う方法もある。端の丸みを帯びた箇所を僅かに残す形で切り落とすと、葉巻がほどけない。
パンチカット
フラットカットに次いで一般的な切り方で、円筒状の刃の付いた専用の“パンチカッター”を使うが、パンチの径にも大小があり、大きく開ければ穏やかな風味を、小さく開ければ濃厚な風味を楽しめる。丸みを帯びた後端が残るため、口当たりがよくなる。
Vカット
やはり専用の器具を使う。ヘッドにV字型の溝を切り込むように切り取ることで、丸みを帯びた後端が残ることから口当たりがよい。パンチカットよりも切り取り面積が広いのが特徴的。
なおフラットカットやVカットでは、ラッパーごと内部に巻かれた葉も切り取るが、パンチカットだけは余り深く切り込みを入れず、ラッパーのみを取り除く。

### 味
葉巻愛好家は主にその香りや複雑な味を楽しむために喫煙をする人が多く、葉巻の銘柄によっても様々な味の違いが存在する。同じブランドの同じ葉巻においても原材料であるたばこ葉の出来、葉の下準備や熟成の工程、葉巻を巻く工場の環境、職人の技量、輸送時の状態、店頭での保管状況や喫煙時の精神状態、喫煙方法の差や葉巻の個体差により全く同一の味になることは無く、味が毎回異なることも愛好家が好む要素の一つとなっている。
一般的に濃厚な味わいのものをフルボディ、甘い風味をチョコレート、辛さをペッパ―等と表現する。
また、酒と合わせて楽しむ場合もあり、スコッチやバーボンなどのウイスキー、コニャック、アルマニャック、カルヴァドスなどのブランデー、ラムなどとの組み合わせは比較的好まれる。他にはコーヒーやチョコレートとも相性が良いことで知られている。

### 芳香
葉巻は独特の芳香を紫煙とともに発することから、紙巻の喫煙者でも葉巻の香りを忌避する人もいる。葉巻の灰は紙巻の灰に比べて匂いが強く、灰を潰すとさらにその匂いが拡散する。他方で刺激臭が少なく、芳香をそもそも特徴とする葉巻の匂いを忌避しない（または良い匂いであるとさえ感じる）非喫煙者も少なくないが、それでも葉巻は紙巻たばこに比べ煙量が圧倒的に多いという点において、一層のマナーが求められることに注意すべきである。

## 保管

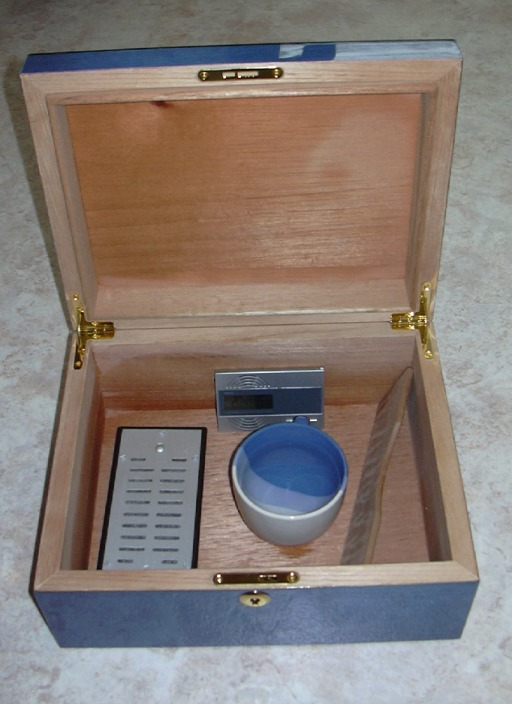
ヒュミドールの例

「ヒュミドール」はプレミアムシガーの保管に使用される、内部を常にある一定の湿度に保つ装置である。ヒュミドールは水を蓄える加湿器と湿度計を備えた箱であり木製品またはプラスチック製品で、プレミアムシガーを相対湿度 68%〜72% で保管する。乾燥するとラッパーに割れが生じやすくなり、湿分が多すぎればカビが発生しやすくなる。
また本来 16–18 ℃ が理想的な保存環境であるが、この温度がとりわけ 25 ℃ 以上もの高温になると、「タバコ虫」「シガービートル」と呼ばれる害虫（タバコシバンムシ）が発生することがある。出荷前に急速冷凍することで虫に生みつけられた卵を凍死させるのが一般的な予防策だが、無農薬・有機栽培による自然農法で生産されている事を売りの一つにしているキューバ産葉巻では特に注意を要し、キューバ産とその他の葉巻を別のヒュミドールに収納する愛好家も居る。収穫時に生みつけられたタバコ虫の卵（又はその幼虫）は、温度が高くなると孵化して発生した幼虫がタバコ葉を食い荒らす。葉巻に小さな穴が開いているのを発見したら、その虫食いの葉巻はヒュミドールから取り除いて、残りの葉巻きはヒュミドールから一旦出し内部をよく清掃する。一般的なシガーボックスや木製ヒュミドールは、タバコ虫に対する防虫作用のあるスペイン杉が用いられているが、タバコ虫があくまで葉巻の内部から発生するものである以上、防虫作用はほとんど期待できない。
専門店では、大量に保管ができ内部が見えるガラス張りの加湿器付きショーケースが用いられている。一部の大型店やシガーバーは、しばしば部屋ごと加湿されたウォークインヒュミドールと呼ばれる設備を備えている。
以上の観点から、個人の葉巻の保管方法として、木製ヒュミドールを用いて湿度の維持等を趣味として行うことが無理なのであれば、電子湿度キャビネットを用いた方が、維持費用を安価かつ容易に保管するのに理想的である。
表面を包むラッパーは、紙巻きたばこの紙に例えられ、吸い口を吸うと点火部から葉巻内を通って吸い口から煙を吸引することを可能としているが、このラッパーが傷つき穴が開くと、そこから空気が入り込んでしまい、幾ら吸っても点火部から煙が吸い込めなくなってしまう。特にバインダーを省略した、加えてラッパーも簡素である安価なドライシガーでは、このラッパーが著しく脆い製品もあるほか、プレミアムシガーでも乾燥させてしまった上で外圧が加わると、ラッパーに亀裂が入って吸い込めなくなる。こうなると、葉巻としては機能しない。しかしながら、穴や亀裂、破れが致命的な程度でなければ、これらを修繕するための修復用の液状糊が販売されており、これを使用することで修復することが可能である。

## 葉巻きの形状

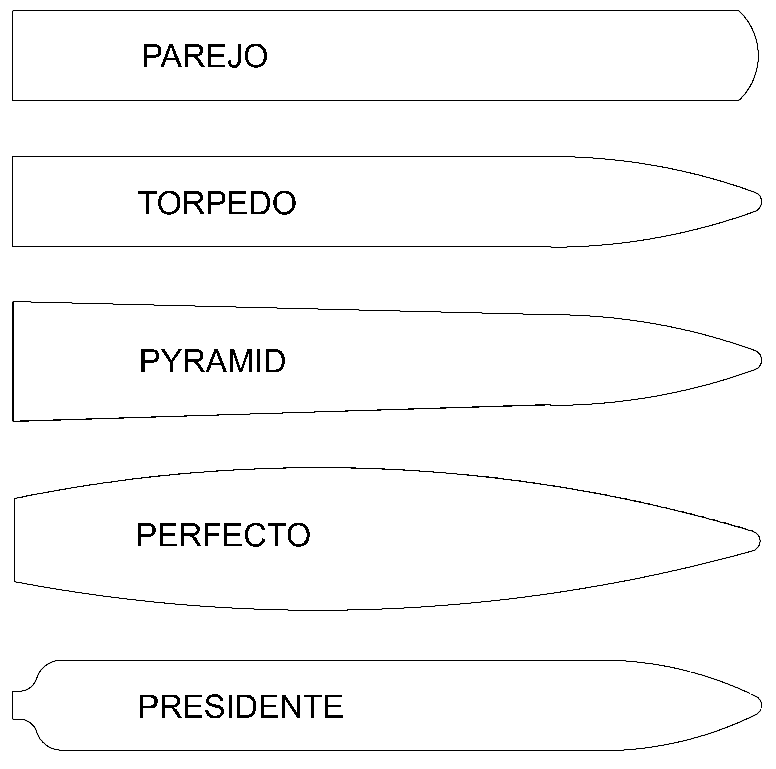
葉巻の形状

葉巻の形状は、吸い口から先端まで同じ太さのParejo（パレホ）と、均一ではないFigurado（フィグラド／フィギュラド）になどがある。現在の主流はParejoである。葉巻は吸い口（最上部）をヘッド、着火点（最下部）をフットと呼称する。

### Parejo
Parejoは直線を主体とした形状であり、変化無くなだらかな形をしている。喫煙の際のカットもVカット、パンチカット、フラットカット等がありそれぞれに喫煙時の味が変化する。長さと太さのサイズは規格（Vitola：ビトラ）により決まっており、それぞれに名称がついている。一般的に長く太いものが高級とされる。各サイズにはさらにグラン (Grande)、ダブル (Double)、ジャイアント (Giant)、スモール (Small)、ショート（Short）、スリム (Slim)、プチ (Petit) 等の形容詞をつけた異型サイズが存在する。
- コロナ（Corona 長さ:142mm、太さ:16.67mm）
- チャーチル（Churchill 長さ:178mm、太さ:18.65mm）- 正式名称は「Julieta No. 2（フリエタ No. 2）」。ウィンストン・チャーチルに好まれたサイズなのでこの別名がある。
- パナテラ（Panatela 長さ:152mm、太さ:15.08mm）
- ロブスト（Robusto 長さ:124mm、太さ:19.84mm）- それぞれがほぼ同じサイズである「Robustos」（RG50 × 124 mm）及び「Hermosos No. 4」（RG48 × 127 mm）の総称。近年では最もポピュラーな形状である。なお「Short Churchill」は前者の単なる異称である。また、キューバでは使われていないが、それらとは別に「Rothschild」（RG48 × 114.3 mm）という「Hermosos No. 4」の長さを 14 mm ほど短くした、ほぼ同様なサイズの別規格が存在する。名称はロスチャイルド家にちなむ。
- ロンズデール（Lonsdale 長さ:165mm、太さ:16.67mm）

### Figurado
トルペド、ベリコソ（Torpedo、Belicoso）
吸い口が尖った円錐形に閉じられており、先端に向かってやや末広がりになっている。魚雷に似ている事から（Torpedo＝魚雷）。
ペルフェクト (Perfecto)
吸い口が丸く閉じられ、中ほどに向かって膨らみ先端に向かって再びすぼまっていく形である。
映画や漫画等では良く登場人物の小道具に用いられ、葉巻といえば一般的にこの形状をさす事が多い。しばしばUFO型とも表現される。
プレジデンテ／ディアデマ (Presidente、Diadema)
parejoと似た形状であるが先端と吸い口からFiguradoの特徴がある。
ピラミデ（Pyramide; Triangle、Trumpet）
吸い口が細長く閉じられ、先端に向かって広がってゆく三角錐のシェイプである。ピラミッドにちなむ。
クレブラス (Culebras)
三本の葉巻きを三つ編みにした物。

## 各国の主なブランド

### キューバ産
葉巻のオリジナルを生んだ国であり最大の葉巻生産国キューバで作れるシガーは、フィラー、バインダー、ラッパーの全てをハバナ葉で構成されていることからハバナ産、単にハバナとも呼ばれる。また、国有会社であるハバノス社が全てのキューバ産シガーの販売を担っていることから、ハバノスとも呼ばれる。現在、以下の主要ブランドを含めて30を超えるブランドが存在しており、各ブランドに熱狂的な愛好家が存在していることでも有名。とりわけ、ハバナシガーを最も消費するヨーロッパでは特に顕著だという。中でもコイーバ、ロメオ・イ・フリエタ、モンテクリスト、パルタガス、オヨ・デ・モントレイは特に著名で、ハバナ5大ブランドなどとも呼ばれる。他にもH.アップマン、ホセ・L・ピエドラの二つを合わせて7大ブランドとも、さらにパンチをも含めた8大ブランドなどと様々であるが、これはハバナ・シガーでしか味わえない特有の喫感があるためで、それだけ愛好家が多いということでもある。
- コイーバ (Cohiba)
- ロメオ・イ・フリエタ (Romeo y Julieta)
- パルタガス (Partagas)
- モンテクリスト (Montecristo)
- オヨ・デ・モントレイ (Hoyo de Monterrey)
- H.アップマン (H. Upmann)
- ホセ・L・ピエドラ (Jose L Piedra)
- パンチ (Punch)
- ボリバー (Bolivar)
- トリニダッド (Trinidad)
- フォンセカ (Fonseca)
- クアバ (Cuaba)
- レイ・デル・ムンド (EL Rey del Mundo)

他、全30ブランド以上ある。

#### 売上高
世界的に喫煙環境が厳しくなる中でも、キューバ産の葉巻の売上は伸びており、2017年には過去最高の約5億ドルを記録した。主な輸出先はスペイン、フランス、中華人民共和国などとなっている。

### ドミニカ産
1960年代から主に生産されるようになった。60年代、キューバ危機をきっかけにアメリカ合衆国ではキューバとの貿易を絶ったため、アメリカ合衆国ではハバナシガーが売り出されなくなった。代わってアメリカ合衆国で主に消費されるようになったのが、このドミニカ産で、ダビドフに象徴されるように多くのブランドは、キューバから亡命してきた葉巻職人たちにより立ち上げられた。
生産と管理、販売に至るまで国有会社が担っているハバノスと違い、多くのブランドが民間の会社によって生産、管理などが行われている。アメリカ合衆国のみで販売するブランドも多くあり、ヨーロッパにも販売していないブランドが存在するなど、最も多くのブランドが存在する生産国でもある。
- ダビドフ (Davidoff)
- プライベート・ストック (Private Stock)
- マカヌード (MACANUDO)
- アルトゥーロ・フエンテ (ARTURO FUENTE)
- グリフィン (Griffin's)
- ラ・フロール・ドミニカーナ (LA FLOR DOMINICANA)
- アシュトン (ASHTON)
- ラ・アウローラ (LA AURORA)
- ドン・ディエゴ (DON DIEGO)
- サンタ・ダミアーナ (Santa Damiana)
- アヴォ・ノットゥルノ (Avo XO Quartetto Notturno)
- プレイボーイ (PLAYBOY)
- メーカーズマーク (Maker's Mark)

### ニカラグア産
1950年代末頃より、キューバ危機への緊張の高まりからニカラグアへ亡命したキューバの職人たちによって興され、60年代に入って販売が開始されるようになった。交易断絶後の米国ではそれまでのハバノスに代わって、政府高官などの間ではこのニカラグアン・シガーが取引されるようになり、非常に高い評価を得るようになる。その後、遅れて1970年代には欧州でも愛好家の間で好評となり、ニカラグアン・シガーの黄金期を迎えることとなった。当時はキューバに次ぐ葉巻大国としての地位を得たが、70年代末からの内戦で生産が滞り、その地位はドミニカ産に取って代わられた。80年代末の内戦終結後、再び生産が開始されるが疲弊した状態での品質の低下は免れず、一時は評価を落とした。しかし2000年頃を境にかつてのような評価を得られるほどまでの復興を果たした。ハバノスとはまた違うニカラグア産特有の旨味と香りが人気。現在はこの人気の高まりから、ドミニカ産や隣国のホンジュラス産でも、一部にニカラグア産の葉を使って生産するブランドやメーカーもあるほどである。
- パドロン (Padron)
- ダンヒル (ALFRED DUNHILL・2007年よりニカラグア生産)
- ホヤ・デ・ニカラグア (JOYA DE NICARAGUA)
- プラセンシア (Plasencia)
- シーエーオー (CAO)
- アロマ・デ・ニカ (Aroma de Nica)

等、他多数。

### その他、ホンジュラス、メキシコ、フィリピン、インドネシア産等
- カマーチョ（CAMACHO)
- フロール・デ・コパン (FLOR DE COPAN)
- テ・アモ（TE AMO）
- タバカレラ (TABACALERA)
- オリファント (DE OLIFANT)

他多数。

### 日本
日本には明治維新後に欧米から葉巻が本格的に輸入され始めたが、1873年（明治6年）には早くも葉巻の国産化の動きが始まり、熊本県の実業家、野田大九郎（のだだいくろう）が「阿蘇商社」という会社を立ち上げ、マニラからシガー職人を招聘して国産葉を用いた葉巻作りを開始した。1876年（明治9年）には万国博覧会に出展する程の品質に到達するが、翌1877年（明治10年）の西南戦争の戦渦に巻き込まれて葉巻工場は焼失し、数年後に野田も死去したため事業再開を断念している。野田の取り組みから約10年後、「明治のたばこ王」こと岩谷松平の実弟、岩谷右衛（いわやうえ）が海外修行の後の1886年（明治19年）に東京で日本で2番目の国産葉巻作りに取り組むが、右衛は翌年に病死した為にこれも大きな広まりとはならなかった。その後暫くは国内数社から散発的に葉巻が販売されるが、輸入品はおろか、野田や岩谷の手掛けた葉巻にも及ばない水準のものばかりであり、こうした状況に業を煮やした実業家で葉巻愛好家でもあった久米民之助の手で、1900年（明治33年）に「代々木商会」が立ち上げられ、本格的な葉巻の工業生産が行われるようになった。代々木商会は「ペルフェクトス」などのプレミアムシガーを製造し、1904年（明治37年）の煙草専売法の施行後も暫くの間は葉巻の製造技術を持たない大蔵省専売局の委託を受け、葉巻の製造を継続した。日本専売公社（現在の日本たばこ産業・JT）の国産葉巻は、技術・系譜共に煙草事業から撤退する代々木商会から直接引き継がれた物であり、戦中も生産規模を縮小しながらも1945年の東京大空襲までは製造が続けられていた。戦後の1946年（昭和21年）にドライシガーの「アストリア」で葉巻製造に復帰した後は、様々な銘柄を追加しながら2004年（平成16年）3月まで国内自主生産を続け、生産銘柄を絞り込み海外生産に切り替わった後も、戦前からの歴史ある2銘柄が日本たばこアイメックス(JTI)の委託製造扱いで2016年現在も存続している。
一方で、「葉巻たばこは1グラムで紙巻きたばこ1本に換算する」というたばこ税の規定を逆手に取る形で、巻紙にタバコ葉を使うことで葉巻扱いとして、1本あたりの重量を減らすことで節税を図るリトルシガーが2010年代後半から普及したが、財務省は公平性の観点から税制を見直し、2020年10月1日以降、1本0.7グラム未満の葉巻たばこを紙巻きたばこ0.7本と換算する経過措置を経て、2021年10月1日以降は1本1グラム未満の葉巻たばこは紙巻きタバコ1本と換算されるようになる。

#### 戦前
- ペルフェクトス - 1907年（明治40年）12月2日～1940年（昭和15年）9月15日 - 代々木商会から引き継がれた銘柄。「マニラの農家」や「薔薇と躑躅」があしらわれた木箱（紙箱も存在した）入り[8]。日中戦争激化の折発売終了。
- ロンドレス - 1907年（明治40年）12月2日〜1945年（昭和20年）3月。代々木商会から引き継がれた銘柄。「葉巻を銜えた小鳥」があしらわれた紙箱入り。大東亜戦争末期まで製造されていた銘柄の一つ[13]。
- プリンセサス - 1908年（明治41年）10月16日〜1937年（昭和12年）3月。「皇女の胸像」があしらわれた紙箱入り[13]。日中戦争勃発の時期に廃止。
- セニョリタス - 1910年（明治43年）1月～1933年（昭和8年）3月。「富士と羽衣の天使」があしらわれた紙箱入り[13]。熱河作戦の後に満州事変が終結した時期の廃止。シガリロも存在し、そちらはロンドレスと同様に「葉巻を銜えた小鳥」があしらわれた紙箱入りであった[8]。
- レガリア - 1911年（明治44年）～1931年（昭和6年）1月。「王権」の意。「白馬」があしらわれた紙箱入り[13]。満州事変勃発の時期に廃止。
- オリエンタレス - 1911年（明治44年）4月～1940年（昭和15年）。「旭光の海岸」があしらわれた紙箱入り[13]。日中戦争勃発の時期に廃止。
- イムペリアレス - 1911年（明治44年）4月～1931年（昭和6年）3月下旬。「軍艦」があしらわれた紙箱入り[13]。満州事変勃発の時期に廃止。
- グロリア（旧） - 1928年（昭和3年）12月11日～1944年（昭和19年）。「栄光」の意。元々は昭和天皇即位を記念して作られた御料葉巻を一般販売したもので、「御料車(牛車)」があしらわれた豪奢な木箱入りであった。戦後のグロリアはこの銘柄が元になっている[8]。日本本土空襲が始まった時期の廃止。
- パロマ(旧) - 1933年（昭和8年）2月24日〜1945年（昭和20年）3月 - 前述のプレミアムシガーの廃止と入れ替わるように登場したシガリロ。鳩があしらわれた紙箱入り[13]で、東京大空襲の後に製造を中止。戦後のパロマはこの銘柄の復刻に当たるが、鳩のマークがピースで既に広まっていた為か、戦前とは異なるパッケージデザインとなった。
- 恩賜の葉巻 - 1917年（大正6年）〜2006年（平成18年）。元は大正天皇が愛用する御料葉巻の製造から始まった物で、1939年（昭和14年）より下賜品としての葉巻が製造されるようになった[14]。昭和末頃以降の物はアルカディアに類似したカンデララッパーであった[15]。軍人向け贈呈品の色彩が強かった事から、大戦後半になるほど製造が増えたのは紙巻と同様であるが、2000年代以降は喫煙人口の減少により皇室の下賜品としては時代にそぐわないとされ、2006年に恩賜の紙巻煙草と共に製造を終了した。

#### 戦後（国内製造）
太字は2004年以降はJTIの海外委託製造で存続した銘柄
- アストリア - 1946年（昭和21年）12月25日～1961年（昭和36年）。連合国軍占領下の日本において製造された初の国産葉巻。1949年（昭和24年）にロンドレス型、1954年（昭和29年）にパナテラ型に形状変更され、パンドールとグロリアの登場に併せて廃止された[13]。
- パンドール - 1961年（昭和36年）2月〜昭和末期。「金色の孔雀」の意。戦後唯一の国産プレミアムシガー[16]。
- グロリア - 1961年（昭和36年）3月15日～現行。戦前の同名銘柄を元にしたドライシガー。JT製造時代は岩手県旧大迫町一帯で生産される「南部葉」で作られていた[13]。2004年以降は英国ギャラハー社となり、名称が「グロリア・プレミアム」に変更。その後数度の製造先変更を経て2016年現在はフィリピンでの手巻き製造銘柄となった。
- パロマ - 1967年（昭和42年）1月1日～現行。戦前の同名銘柄を元にしたシガリロ。上巻葉（ラッパー）はフロリダ葉、てん充葉（フィラー）はマニラ葉。2004年以降は英国ギャラハー社製となり「パロマII」に名称変更していたが[17]。その後数度の製造先変更を経て2016年現在はフィリピンの手巻き製造となり、名称も「パロマ」へと戻された。
- バルカ - 1972年（昭和47年）3月1日〜2004年（平成16年）3月。国産初のチップ（吸口）付きシガリロ。「帆船」をあしらったパッケージ。2004年のJT国内生産終了時に廃止。
- ボニータ - 1973年（昭和47年）2月1日〜2004年（平成16年）3月。樹脂製チップ（吸口）付きシガリロ。バルカより更に安価な価格設定であった。2004年のJT国内生産終了時に廃止[17]。
- アルカディア - 1976年（昭和51年）3月1日〜2004年（平成16年）3月。「角笛を吹く羊飼い」をあしらったパッケージ[17]。上巻葉にカンデラ葉[18]を使用した緑色のドライシガーで、恩賜葉巻のベースともなっていた。2004年のJT国内生産終了時に廃止されたが、その時点ではグロリアよりも上級品の扱いであった。
- ランバージャック - 1978年（昭和53年）10月1日～2020年（令和2年）6月。木樵の意で切り株をあしらったパッケージ。フィルター付き、シート状に加工されたタバコを用い紙巻に類似した製法で巻かれた国産初の「リトルシガー」銘柄。シェリー酒の香付けがされており、国産葉巻では最廉価の銘柄だった[17]。2004年以降は「ランバージャックII」に改称。
- キース・スリム - 1990年（平成2年）3月1日～現行。シートタバコを用いたリトルシガー[17]。2016年現在は複数の銘柄が派生している。
- マリポーサ - 1992年（平成4年）11月2日～現行。蝶をあしらったパッケージ。チョコレートの香付けがされており、シガーとシガリロが存在した。シガーは2004年のJT国内生産終了時に廃止されたが、パンドール廃止後に登場している事から、廃止時点では国内最高級品の扱いであった[17]。シガリロは2004年以降は英国ギャラハー社製となり「マリポーサII」に名称変更していたが、その後数度の製造先変更を経て2016年現在はフィリピンの手巻き製造となり、名称も「マリポーサ」へと戻された。
- ゴールデンバット・シガー - 2019年（平成31年）2月18日～2022年（令和4年）12月中旬。北海道エリア専売。
- わかば・シガー - 2019年（令和元年）9月中旬～現行。
- エコー・シガー - 2019年（令和元年）9月中旬～現行。
- キャメル・シガー - 2019年（令和元年）12月13日～現行。いずれもリトルシガー化することでたばこ税を軽減し価格を抑えた廉価モデル。一部メンソール版あり。

#### 2004年以降（海外委託製造）
- シルクロード - 2008年（平成20年）11月1日～2020年（令和2年）6月。同名のJTIパイプ煙草銘柄のリトルシガー版。2020年に上記ランバージャックと共に廃盤[19]。
- トキ - 2013年（平成25年）12月～現行。国産在来葉を一部用いてドミニカ共和国に製造が委託されているプレミアムシガー。鳥類である「朱鷺」をモチーフとした名称と鴇色のパッケージを用いたのは、かつての国産最高級品のパンドールの再現を目指した為とされる。2014年4月により大柄なロブスト型を追加。2016年現在、JTI銘柄ではグロリアの上位という位置付けである。
- ジョーカー・カオス - 2014年（平成26年）7月1日～現行。1978年から2001年まで存在した同名のJT紙巻銘柄をリトルシガーとして復刻したもの。2020年現在はマンダラ、トリックメンソール（メンソール）を含む4銘柄が販売される。

### 中国
- ロック (ROCK)  - リトルシガー。日本では2020年より大豊通商が輸入販売。

### インドネシア
- フォルテ (FORTE)  - リトルシガー。日本では2016年よりインターコンチネンタル商事が輸入販売。フィルター付リトルシガー。20本入りと16本入りが存在。

## 備考
- キューバ革命後、アメリカ合衆国はキューバと交易を絶ったため、アメリカ合衆国内のキューバブランドの葉巻は、ドミニカ産の葉などを使用しライセンス生産（基本的に無許可）されたもので、全くの別物である。
- 葉巻は紙巻たばこに比べ、肺に煙を吸い込まないため肺癌のリスクは低いが、それでも非喫煙者に比べ3倍のリスクがあると言われている。また近年の研究の結果の一つに、男性の勃起不全のリスクに関しては、紙巻たばこと有意な差は無いという説がある[20]。

## 葉巻たばこ愛好家の著名人
- ウィンストン・チャーチル[21]
- ジョン・F・ケネディ[22]
- フィデル・カストロ
- 吉田茂[23]
- 二階堂進
- 麻生太郎
- 若林正恭[24]
- アーノルド・シュワルツェネッガー[25]
- ジャイアント馬場[26]
- 馳星周
- 松本人志
- 前田日明